# Dalmannia
Dalmannia is een geslacht van insecten uit de familie van de blaaskopvliegen (Conopidae).

## Soorten
- D. aculeata (Linnaeus, 1761)
- D. blaisdelli Cresson, 1919
- D. confusa Becker, 1923
- D. dorsalis (Fabricius, 1794)
- D. heterotricha Bohart, 1938
- D. marginata (Meigen, 1824)
- D. nigriceps Loew, 1866
- D. pacifica Banks, 1916
- D. picta Williston, 1883
- D. punctata (Fabricius, 1794) - gele sikkelblaaskop
- D. vitiosa Coquillett, 1892